# Ophelia (Gattung)
Ophelia ist der Name einer artenreichen Gattung kleiner mariner Ringelwürmer aus der Vielborster-Familie der Opheliidae.

## Merkmale
Die ausgewachsen wenige Millimeter bis etwa 5,5 cm großen Borstenwürmer der Gattung Ophelia zeichnen sich innerhalb der Familie Opheliidae durch einfache Kiemen aus und haben nur in den hinteren Segmenten eine bauchseitige Rinne. Wie auch in der Gattung Travisia sind die Parapodien sehr klein und nur rudimentär ausgebildet, so dass die Borsten direkt an der Körperwand zu sitzen scheinen. Die Vorderregion des Körpers ist nicht durch eine Einschnürung von der Thorax-Region abgesetzt. Die analen Cirren bestehen aus einem Paar größerer bauchseitiger Papillen und mehreren kleineren rückseitigen, in Querreihen sitzenden Papillen. Kennzeichnend für die Gattung ist, dass lediglich drei Segmente Nephridien besitzen, deren sechs Ausgänge an oder neben den Kämmen der Parapodien sitzen können.

## Arten
Zur Gattung Ophelia zählen 38 Arten:
- Ophelia africana Tebble, 1953
- Ophelia agulhana Day, 1961
- Ophelia algida Maciolek & Blake, 2006
- Ophelia amoureuxi Bellan & Costa, 1987
- Ophelia anomala Day, 1961
- Ophelia ashworthi Fauvel, 1917
- Ophelia assimilis Tebble, 1953
- Ophelia aulogaster Rathke, 1843
- Ophelia barquii Fauvel, 1927
- Ophelia bicornis Savigny, 1822
- Ophelia bipartita Monro, 1936
- Ophelia borealis Quatrefages, 1866
- Ophelia bulbibranchiata Hartmann-Schröder & Parker, 1995
- Ophelia capensis Kirkegaard, 1959
- Ophelia celtica Amoureux & Dauvin, 1981
- Ophelia dannevigi Benham, 1916
- Ophelia denticulata Verrill, 1875
- Ophelia elongata Hutchings & Murray, 1984
- Ophelia formosa Kinberg, 1866
- Ophelia glabra Stimpson, 1854
- Ophelia kirkegaardi Intes & Le Loeuff, 1977
- Ophelia koloana Gibbs, 1971
- Ophelia laubieri Bellan & Costa, 1987
- Ophelia limacina Rathke, 1843
- Ophelia magna Treadwell, 1914
- Ophelia multibranchia Hutchings & Murray, 1984
- Ophelia neglecta Schneider, 1892
- Ophelia peresi Bellan & Picard, 1965
- Ophelia praetiosa Kinberg, 1866
- Ophelia profunda Hartman, 1965
- Ophelia pulchella Tebble, 1953
- Ophelia radiata Delle Chiaje, 1828
- Ophelia rathkei McIntosh, 1908
- Ophelia roscoffensis Augener, 1910
- Ophelia rullieri Bellan, 1975
- Ophelia simplex Leidy, 1855
- Ophelia translucens Katzmann, 1973
- Ophelia verrilli Riser, 1987